# Ruta Provincial 18 (Córdoba)

## Generalidades
La Ruta Provincial 18 es una carretera argentina, de jurisdicción provincial, ubicada en la región norte de la Provincia de Córdoba.
Tiene orientación norte-sur, lo que implica que su km 0, se encuentra en el límite con la provincia de Santiago del Estero.
Posee alrededor de 107 km de extensión, y su uso es bajo debido a que atraviesa una región de monte natural, sin explotación comercial debido a estrictas restricciones ambientales (zona roja).

Solamente poseen asfalto, unos 5 km aproximadamente en cercanías de la localidad de San Francisco del Chañar y los últimos 20 km hasta intersectar la  RP 16  en su km 81.

## Localidades
Muy pocas localidades se encuentran a lo largo de su trazado. Están ordenadas por departamento y se encuentran en cursiva, aquellas que son cabecera departamental. Entre paréntesis, figuran los datos de población. Las localidades con la leyenda s/d hacen referencia a que no se encontraron datos oficiales.
- Departamento Sobremonte: San Francisco del Chañar (835), San Francisco Viejo (s/d), Santa Bárbara (s/d)
- Departamento Tulumba: San Pedro Norte (203), El Camarón (s/d), Santa Cruz (s/d), Inti Huasi (s/d)

## Recorrido
|  |  | CONTg |

|  | GRZq | STR+GRZq | GRZq |

|  |  | STR |

|  | CONTgq | TBHF | CONTfq |

|  |  | STR |

|  | GRZq | STR+GRZq | GRZq |

|  |  | STR |

|  |  | TBHFaq | CONTfq |

|  |  | BHF |

|  | CONTgq | TBHFeq |  |

|  | CONTgq | TBHFe | CONTfq |

## Nota
1. ↑  El kilometraje fue tomado del amojonado en ruta. En caso de ausencia de los mismos, se calculó según información disponible en Internet, o verificación in situ.
2. ↑   Datos oficiales según Dirección de Estadísticas y censos del Gobierno de la Provincia de Córdoba, año 2010 Según datos INDEC